# Терциньо
Терцѝньо (на италиански: Terzigno) е град и община в Южна Италия, провинция Неапол, регион Кампания. Разположен е на 105 m надморска височина. Населението на общината е 17 866 души (към 2010 г.).
В общинската територия се намира част от вулкан Везувий.